# Saccopteryx bilineata
Saccopteryx bilineata là một loài động vật có vú trong họ Dơi bao, bộ Dơi. Loài này được Temminck mô tả năm 1838.

## Hình ảnh

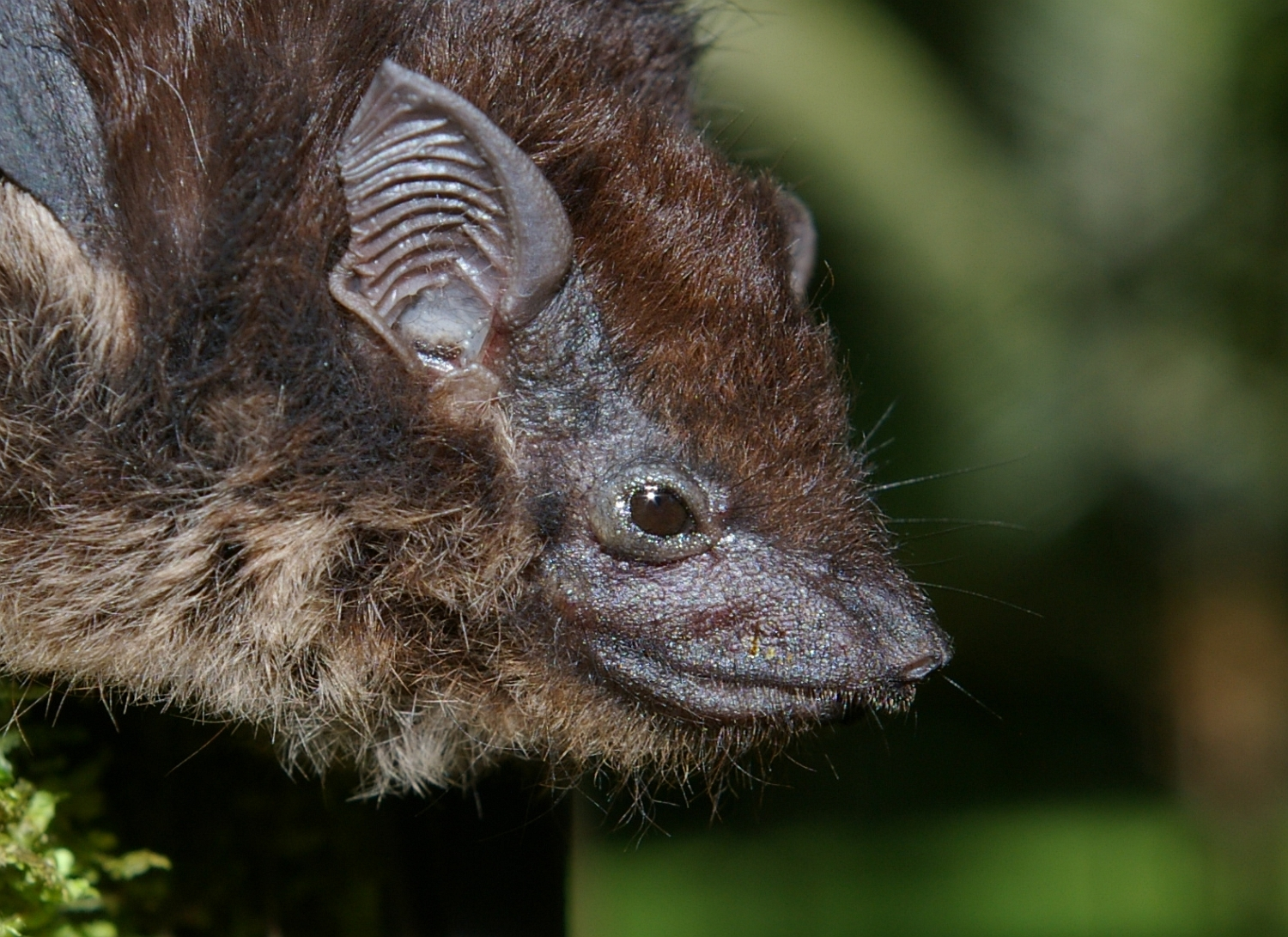
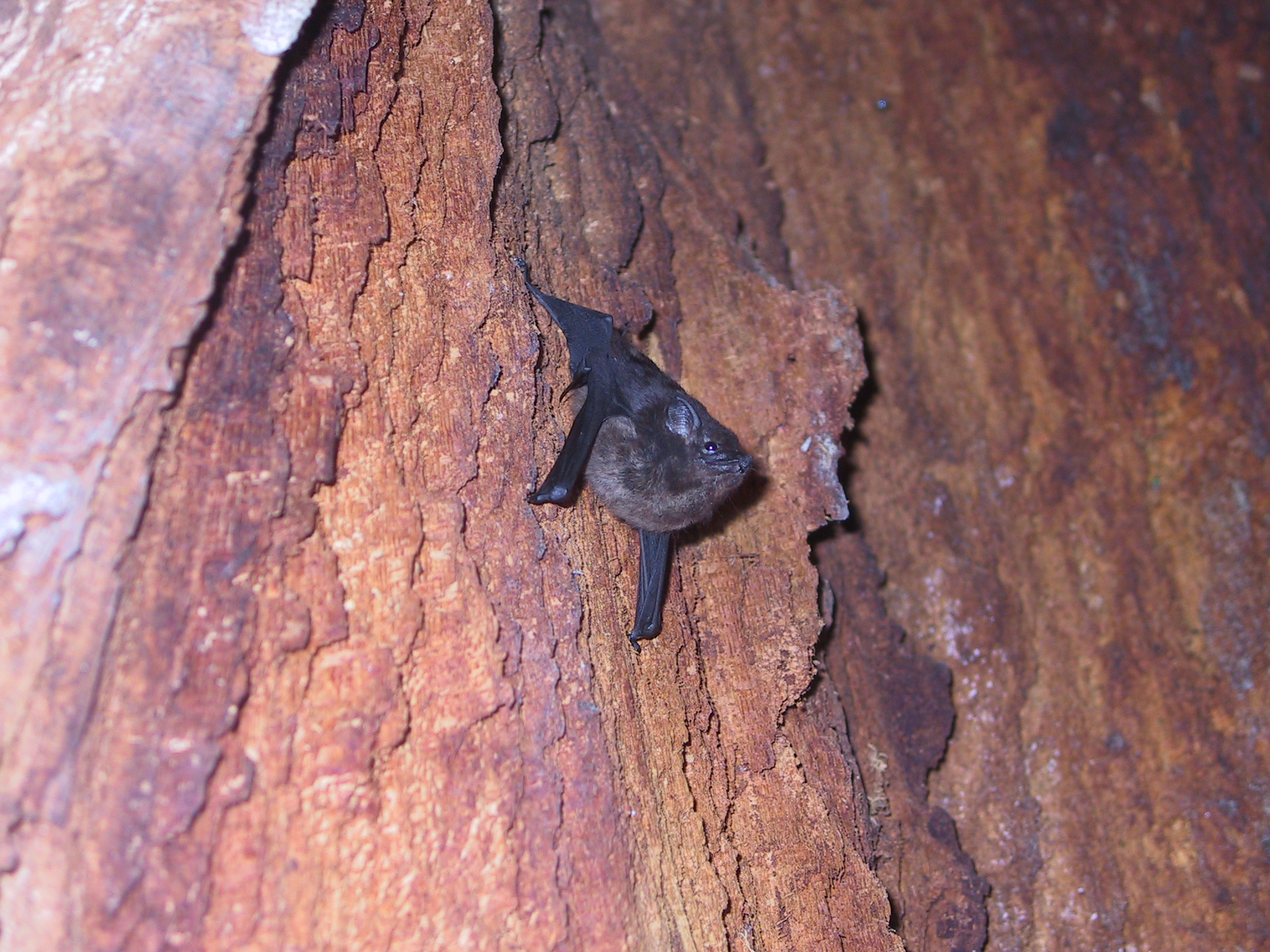
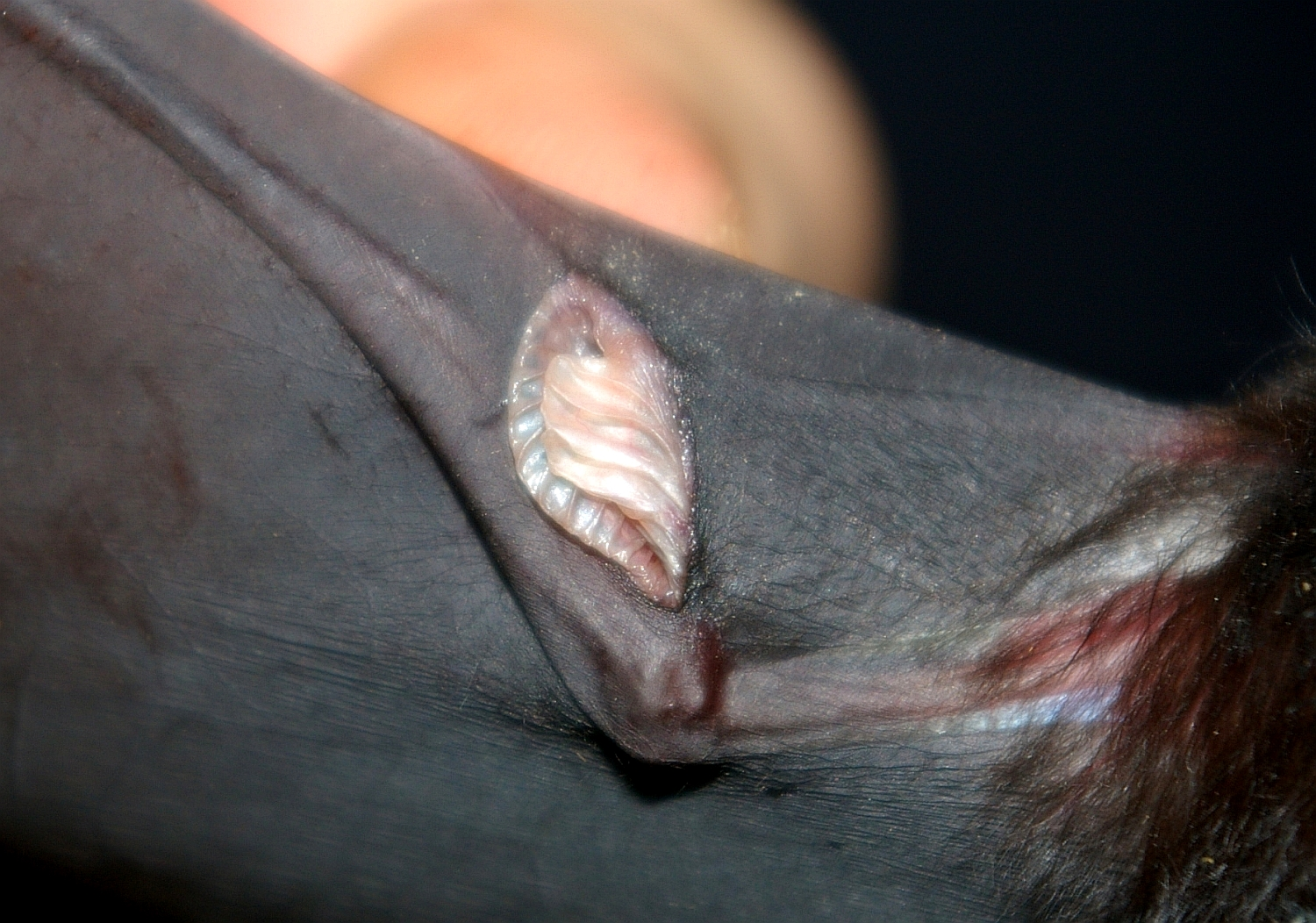